# Vuk Stefanović Karadžić
Pour les articles homonymes, voir Karadžić.
Vuk Stefanović Karadžić (prononcé en français : /vuk stefanovitʃ kaʁadʒitʃ/ (en serbe cyrillique : Вук Стефановић Караџић), né le 7 novembre 1787 à Tršić et mort le 7 février 1864 à Vienne) est un écrivain, un folkloriste et un linguiste serbe. Il a été membre de la Société de lettres serbe (DSS), l'ancêtre de l'Académie serbe des sciences et des arts, et il figure sur la liste des 100 Serbes les plus éminents choisis par un comité d'académiciens de l'Académie serbe des sciences et des arts.
Vuk Stefanović Karadžić est le principal réformateur du serbe moderne,,, et, notamment, de la langue littéraire serbe,. Pour sa collecte et sa préservation du folklore serbe, l'Encyclopædia Britannica l'a désigné comme « le père de l'érudition en matière de littérature populaire serbe ». Il a également été l'auteur du premier dictionnaire serbe dans la langue rénovée. En plus, il a traduit le Nouveau Testament dans l'écriture et la langue serbes renouvelées.
Il était bien connu dans les milieux intellectuels à l'étranger, notamment par Jacob Grimm, Goethe et l'historien Leopold von Ranke. Karadžić a servi de source primaire à Ranke pour son ouvrage Die serbische Revolution (La Révolution serbe), écrit en 1829.

## Biographie

### Enfance et jeunesse

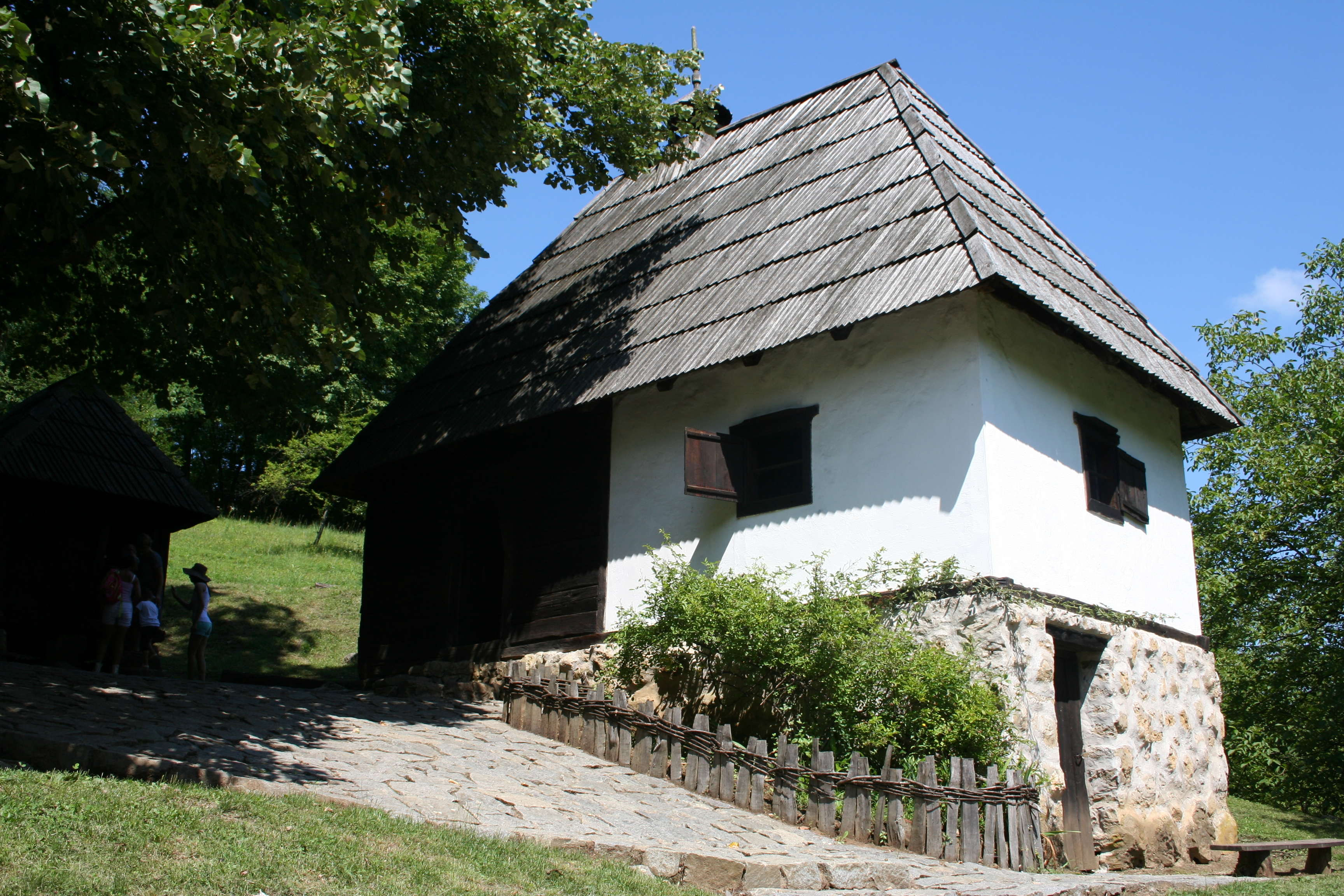
La maison natale de Vuk Stefanović Karadžić à Tršić.

Vuk Karadžić est le fils de Stefan et de Jegda (née Zrnić) ; il est né en 1787 dans le village de Tršić, près de Loznica, une ville qui se trouvait alors dans l'Empire ottoman. Sa famille paternelle était issue de la tribu des Drobnjaci et sa mère était née à Ozrinići, près de Nikšić (aujourd'hui au Monténégro). Comme il était le seul enfant à avoir survécu à six autres frères et sœurs, il a été appelé « Vuk », c'est-à-dire « le loup » en serbe, ce prénom étant destiné à le protéger « des sorcières et des fantômes ».
Il a appris à lire et à écrire avec son cousin Jevta Savić-Čotrić (1767-1820 ou 1821) qui était alors un des rares hommes alphabétisés de la région. Plus tard, Vuk a dit de lui qu'il a été son « premier professeur » et qu'« il savait lire et écrire mieux que tous les prêtres et les moines et mieux que de nombreux anciens scribes de Serbie et même mieux que le premier secrétaire de Karađorđe, Janićije Dimitrijević ». Il a été ensuite scolarisé à Loznica mais, parce qu'il était malade, il a dû interrompre ses études. En 1797, ses parents l'ont placé à l'école du monastère de Tronoša, mais, comme, selon eux, il passait plus de temps à s'occuper du bétail qu'à étudier, ils l'ont retiré du monastère.
Avant le début du premier soulèvement serbe contre les Ottomans, Vuk a travaillé comme secrétaire pour Đorđe Ćurčija, le haïdouk harambaša (haïdouk en chef) de la région de Cer. En 1804, il a tenté de s'inscrire au lycée de Sremski Karlovci mais son inscription a été rejetée parce qu'il avait dix-sept ans et était trop âgé ; il a alors passé quelque temps au séminaire de Karlovci où il a eu comme professeur Lukijan Mušicki puis il a déménagé à Petrinja où il a étudié le latin et l'allemand. Persistant dans son intention d'étudier, Vuk est allé à Belgrade pour demander de l'aide à Dositej Obradović dans la poursuite de ses études ; cependant Dositej l'a éconduit et Vuk est reparti pour sa région d'origine du Jadar. Pendant un certain temps, il a travaillé comme secrétaire du voïvode Jakov Nenadović, l'un des fondateurs du Conseil d'administration serbe (en serbe : Praviteljstvujušči sovjet serbski), le gouvernement d'insurrection du premier soulèvement serbe contre les Ottomans. Après que son cousin Jevta Savić est devenu membre du Conseil, Vuk a déménagé à Belgrade et est devenu son secrétaire.
En septembre 1808, Dositej Obradović a ouvert le premier lycée de Belgrade avec un discours Sur le respect de la science. La classe de 20 étudiants était composée, entre autres, d'Aleksa Karađorđević, de Milan et d'Ivan Stojković, de Milosav Zdravković et de Vuk Karadžić. La salle de classe de la première école a été consacrée par le métropolite de Belgrade Leontios et assistaient à la cérémonie d'inauguration les membres du Conseil d'administration. En plus des sciences générales, les étudiants de la Haute école de Dositej (c'était le nom de la nouvelle institution ; en serbe : Velika škola) ont également étudié les institutions des pays européens modernes et leur système juridique ; ils ont également étudié la philosophie et les langues étrangères, de sorte que cette école peut être considérée comme le précurseur de l'université de Belgrade. Cependant, Vuk est vite tombé malade et il s'est rendu à Novi Sad et à Pest pour se faire soigner. En 1810, il est retourné en Serbie et a travaillé comme instituteur puis il s'est installé dans la krajina de Negotin, où il a travaillé comme secrétaire de Jevta Savić. Après l'échec du premier soulèvement serbe en 1813, il a gagné Zemun, qui, à l'époque, était une terre autrichienne, d'où il s'est rapidement rendu à Vienne.
En tant que témoin du premier soulèvement serbe, Vuk a rassemblé une grande quantité de documents sur les événements qui se sont déroulés en Serbie jusqu'en 1814 ; il a décrit les événements du règne du prince Miloš Obrenović dans le livre Miloš Obrenović knjaz Serbije (Miloš Obrenović, prince de Serbie), publié en 1828. Il a également écrit des monographies historiques sur des personnages célèbres de ce temps-là comme Veljko Petrović (Haïdouk Veljko), Miloje Petrović, Milenko Stojković, Petar Dobrnjac et Hadži-Ruvim.

### De son départ pour Vienne à sa mort

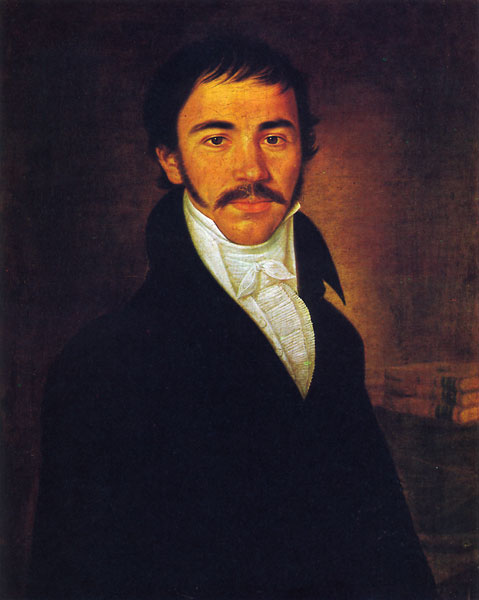
Portrait de Vuk Stefanović Karadžić par Pavel Đurković, 1816.

Dans la capitale autrichienne, Vuk a fait la connaissance d'Anna Maria Kraus, une jeune fille de dix-huit ans ; elle était la fille de son propriétaire et aussi un riche marchand ; il est tombé amoureux d'Anna et a décidé de l'épouser ; ensemble, ils ont eu treize enfants, dont onze sont morts dans l'enfance ou au début de l'adolescence. Il ne leur restait plus qu'une fille, Mina (1828-1894), et un fils, Dimitrije (1836-1883), que leur mère a élevés seule parce que Vuk se rendait souvent en Serbie où il rassemblait des objets folkloriques et du matériel historique. Ses lettres font comprendre qu'elle-même ne voulait pas vivre en Serbie, un pays dont les coutumes et les mœurs lui très étranges, voire étrangers.
À Vienne, Vuk a publié un article sur l'échec du premier soulèvement serbe, qui a attiré l'attention de Jernej Kopitar (1780-1844), un linguistique et un philologue slovène. Sur ses conseils mais aussi avec son aide, Karadžić a commencé à collecter des chansons folkloriques et à travailler sur la grammaire de la langue vernaculaire. L'influence de Kopitar a aidé Karadžić dans son combat pour réformer la langue serbe et son orthographe. Dans son travail de linguiste, il a également été influencé par le linguiste et philologue croate Sava Mrkalj.

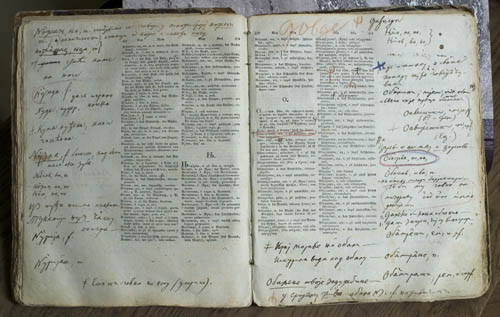
Le Dictionnaire serbe de Vuk, édition originale de 1818 annotée par le philologue, bibliothèque de l'Académie serbe des sciences et des arts.

En 1814, il a publié à Vienne un recueil de chansons folkloriques intitulé Mala prostonarodna slaveno-serbska pjesnarica (Un petit recueil de chansons folkloriques slavo-serbes) et, la même année, il a publié Pismenicu srbskoga jezika po govoru prostoga naroda napisanu (Un écrivain de langue serbe écrit dans la langue des gens ordinaires). Bien qu'elle soit incomplète et imparfaite, c'était la première grammaire de la langue serbe vernaculaire ; dans son travail, Vuk s'est appuyé sur la grammaire de la langue slavo-serbe d'Avram Mrazović, publiée au XVIIIe siècle. En 1815, il a publié un autre recueil de chansons folkloriques intitulé Narodna serbska pesnarica, également imprimés à Vienne, car, en raison de désaccords avec le prince Miloš Obrenović, l'impression des livres de Vuk a été interdite en Serbie ; ce nouveau recueil rassemblait environ 100 poèmes lyriques et 17 poèmes épiques, chansons de la région de Syrmie et de ses environs, ainsi que des chansons psalmodiées par Tešan Podlugović et Filip Višnjić.

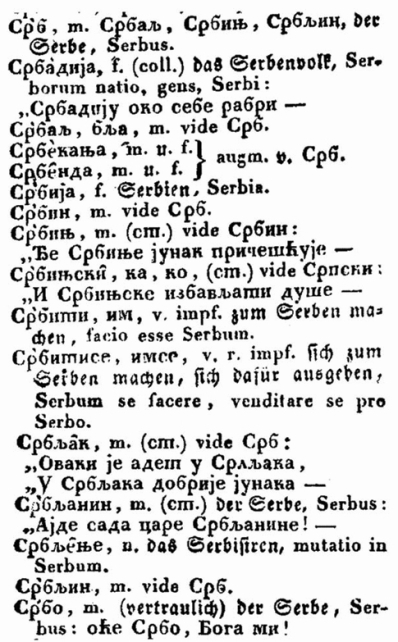
Quelques mots du Dictionnaire de Vuk.

Avec la coopération de Kopitar, Vuk a compilé le Srpski rječnik (Dictionnaire serbe), dont le nom complet était Srpski rječnik istolkovan njemačkim i latinskim riječma (Dictionnaire serbe mis en parallèle avec des mots allemands et latin), paru à Vienne en 1818 ; cette première édition contenait environ 26 000 mots, empruntés au parler des habitants de Serbie, de Syrmie et de Voïvodine,. La deuxième édition, préparée avec l'aide du jeune philologue Đuro Daničić (1852), contient environ 47 000 mots, recueillis dans une région linguistique plus large. Le dictionnaire Vuk n'est pas seulement un ouvrage lexicographique ordinaire mais aussi une encyclopédie de la vie du peuple serbe, qui décrit les croyances populaires, les coutumes, les costumes, les relations sociales, la vie politique, la flore et la faune, l'éducation et les écoles, les armes et les outils : l'œuvre est abondamment illustrée de contes populaires et d'extraits de poèmes lyriques et épiques. À ce titre, le dictionnaire est une synthèse de l'ensemble de l'œuvre de Vuk : toutes les branches de son activité y sont représentées : philologie et ethnologie, histoire et objets folkloriques etc.
Toujours en 1818, il a fait paraître une édition augmentée de sa grammaire, qui change radicalement la compréhension antérieure des règles linguistiques. Dans cet ouvrage, il a grandement simplifié l'alphabet et l'orthographe et il a utilisé le principe de Johann Christoph Adelung (1732-1806) : « Écrivez comme vous parlez et lisez comme il est écrit » ; car, contrairement au philologue Sava Mrkalj, Vuk pensait que chaque son (ou phonème) ne devait correspondre qu'à une seule lettre, ce qui simplifiait grandement la grammaire et l'orthographe.

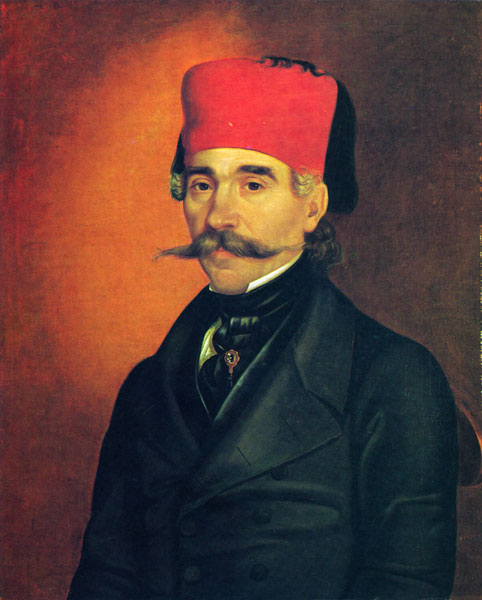
Portrait de Vuk Stefanović Karadžić par Uroš Knežević, 1846.

En 1824, Vuk a envoyé son recueil des chansons populaires qu'il avait collectées à Jacob Grimm, qui a été particulièrement séduit par Zidanje Skadra (La Construction de Skadar), une poésie épique serbe du XIVe siècle, que Karadžić avait retranscrite d'après le conteur Starac Raško ; Grimm a traduit le texte en allemand, le décrivant comme « un des poèmes les plus touchants de tous les pays et de tous les temps », Il a envoyé sa traduction à Goethe, qui, tout en ne partageant pas l'enthousiasme de Grimm car il trouvait le poème « superstitieusement barbare », l'a fait éditer. Les fondateurs de l'école romantique en France, Charles Nodier, Prosper Mérimée, Alphonse de Lamartine, Gérard de Nerval et Claude Fauriel ont aussi traduit un grand nombre de ces poèmes en français et ils ont aussi attiré l'attention du russe Alexandre Pouchkine, du poète national finnois Johan Ludvig Runeberg, du tchèque Samuel Rožnay, du polonais Kazimierz Brodziński, des écrivains anglais Walter Scott, Owen Meredith et John Bowring, entre autres.
Karadžić a continué à recueillir des chansons populaires dans les années 1830. Il est arrivé au Monténégro à l'automne 1834. Bien qu'infirme, il est descendu jusqu'à la baie de Kotor pour y passer l'hiver et il est rentré au printemps 1835. C'est là que Karadžić a rencontré Vuk Vrčević, un aspirant littérateur, né à Risan. Vrčević est alors devenu le fidèle collaborateur de Karadžić ; il collectait pour lui des chansons populaires et des contes et les lui envoyait à Vienne. Un autre de ses collaborateur a été un prêtre de la baie de Kotor nommé Vuk Popović. Vrčević et Popović se sont donnés corps et âme à la reche des matériaux ethographiques, folkloriques et lexicaux dont Karadžić avait besoin. Plus tard, d'autres collaborateurs ont rejoint Karadžić, dont Milan Đ. Milićević.

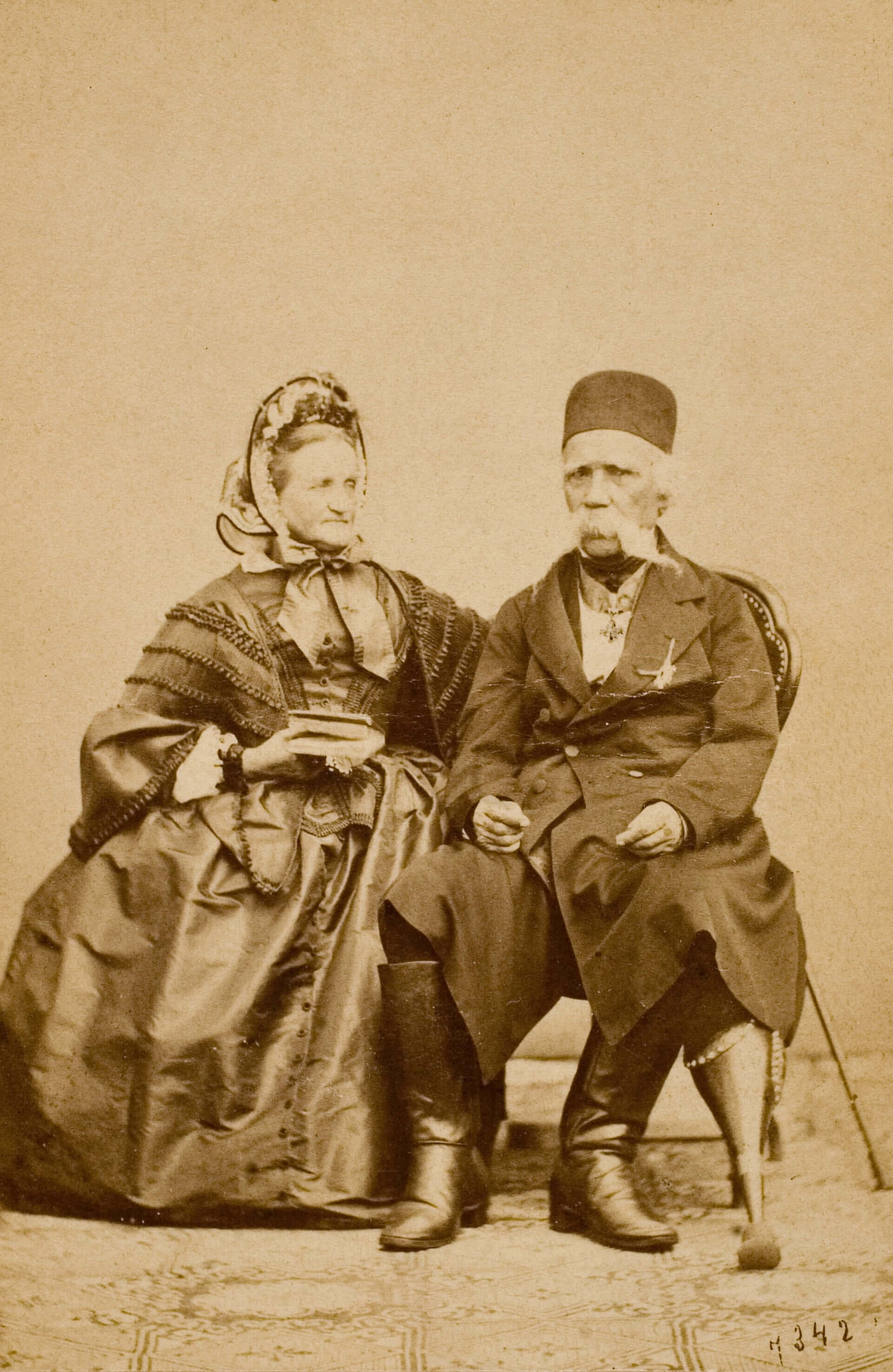
Photographie de Vuk Karadžić et de sa femme Anna.

La plupart des ouvrages de Karadžić ont été interdits de publication en Serbie, et même en Autriche, pendant le règne du prince Miloš Obrenović. D'un point de vue politique, Obrenović considérait pour de nombreuses raisons les travaux de Karadžić une variable potentiellement risquée ; il pensait que, quelque poétiques que soient ses travaux, ils étaient susceptibles de réveiller un certain patriotisme au sein de la population et pouvait l'encourager à prendre les armes contre les Ottomans ; cette possibilité contrariait la politique du prince qui souhaitait conclure vaille que vaille la paix avec la Sublime Porte. En revanche, au Monténégro, l'imprimerie de Njegoš fonctionnait sans utiliser les lettres « archaïques », connues sous le nom de « signe dur ». Miloš en voulait à Njegoš d'abandonner le signe dur, sujet sur lequel des batailles intellectuelles faisaient rage, impliquant également la hiérarchie de l'Église. En revanche, les travaux de Karadžić ont été loués et reconnus ailleurs, notamment dans l'Empire russe, où le tsar lui a attribué une pension en 1826. Malgré l'enthousiasme suscité par les travaux de Vuk, il a rencontré une grande opposition chez les intellectuels serbes, comme le métropolite de Karlovci Stefan Stratimirović, qui n'était pas d'accord avec ses idées et a réussi à empêcher la publication de ses œuvres folkloriques, ou encore Jovan Hadžić, le fondateur et le premier président de la Matica srpska à Novi Sad, avec qui il a entretenu une polémique de près de dix ans. Malgré cette opposition, en 1836, un recueil de Proverbes populaires serbes, dédié au prince-évêque du Monténégro Petar II Petrović-Njegoš, a été publié à Cetinje. Malgré tout, la controverse s'est poursuivie jusqu'en 1847 et s'est terminée par ce qui est considéré comme une victoire pour les idées de Vuk ; car cette année-là, quatre ouvrages ont été publiés dans la langue vernaculaire : une traduction du Nouveau Testament par Vuk, une discussion sur la langue intitulée De la guerre pour la langue et l'orthographe serbe (Rat za srpski jezik i pravopis) par Đuro Daničić, les Poèmes (Pesme) de Branko Radičević et les Lauriers de la montagne (Gorski vijenac) par Petar Petrović Njegoš. De fait, l'évêque Petar Petrović Njegoš du Monténégro et des collines a soutenu les idées de Vuk et sa réforme linguistique, les appelant « le salut spirituel du peuple serbe ».
Vuk est mort à Vienne et sa dépouille a été rapatriée à Belgrade en 1897 ; il a été enterré avec les plus grands honneurs à côté de la tombe de Dositej Obradović, sur le parvis de la cathédrale Saint-Michel,.

## Réformes linguistiques

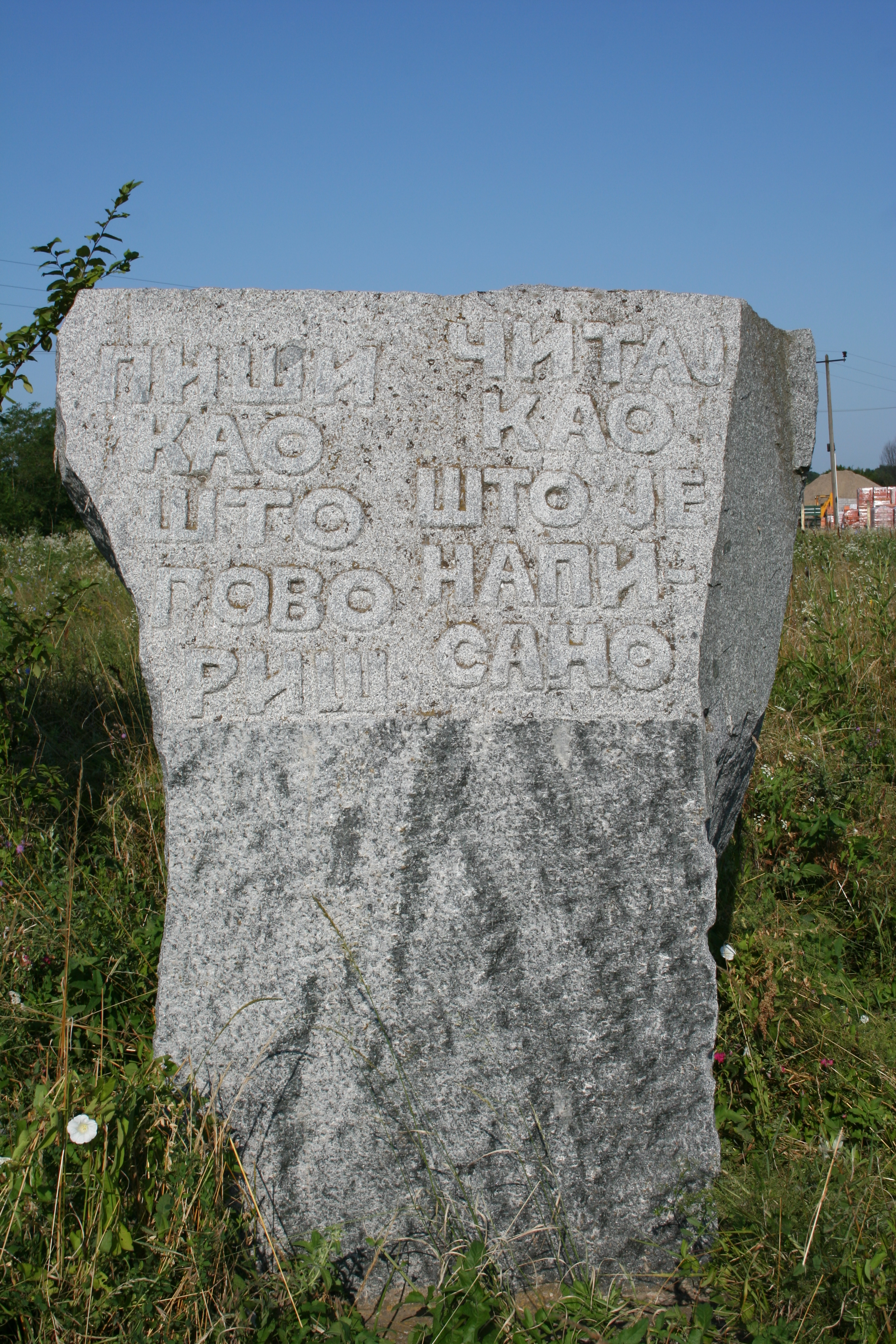
Monument à Jalovik près de Vladimirci, avec l'inscription en cyrillique : Пиши као што говориш (à gauche) читај као што је написано (à droite).

À la fin du XVIIIe siècle et au début du XIXe siècle, de nombreuses nations européennes ont entrepris des réformes linguistiques ; c'est le cas dans les pays germaniques avec Johann Christoph Gottsched (1700-1766) et Johann Christoph Adelung (1732-1806), en Norvège avec Aasmund Olavsson Vinje, Ivar Aasen et Knud Knudson, en Suède avec Carl Gustaf af Leopold, en Italie avec Alessandro Manzoni, en Espagne avec Andrés Bello, en Grèce avec Adamántios Koraïs (1748-1833), dans l'Empire russe avec Yakov Grot etc.
À peu près à la même période, Vuk Karadžić a réformé la langue slavo-serbe et standardisé l'alphabet cyrillique serbe en suivant les principes strictement phonémiques de Johann Christoph Adelung, pour l'alphabet allemand, et de Jan Hus (vers 1372-1415), pour l'alphabet tchèque. Les réformes de Karadžić modernisaient la langue slavo-serbe, en l'éloignant du slavon d'église serbe et russe et en le rapprochant du langage des gens ordinaires. Comme le serbe écrit au début du XIXe siècle employait de nombreux mots empruntés à l'Église orthodoxe et à la langue ecclésiastique russe, Karadžić proposait d'abandonner ce type de langue écrite et d'en créer une nouvelle, empruntée au dialecte de l'Herzégovine orientale qu'il parlait ; en revanche, pour le clergé serbe qui vivait dans la région de l'actuelle Novi Sad, la grammaire et le vocabulaire de l'Herzégovine orientale constituait presque une langue étrangère et il n'a pas pris au sérieux l'insistance de Karadžić d'en faire le fondement d'une nouvelle langue. Avec Đuro Daničić, Vuk Karadžić a été l'un des signataires de l'Accord de Vienne de 1850 qui, encouragé par les autorités autrichiennes, a établi les fondations de la future langue serbo-croate, dont différentes variantes sont parlées en Serbie, au Monténégro, en Bosnie-Herzégovine et en Croatie aujourd'hui. Karadžić lui-même s'est toujours référé à cette langue comme étant « le serbe » ; les autres signataires de l'accord étaient Ivan Mažuranić, Dimitrija Demeter, Stjepan Pejaković, Ivan Kukuljević et Vinko Pacel, et le slovène Franc Miklošič ; la réunion avait été organisée par Franc Miklošič,.
En 1849, Karadžić avait publié un texte qui résonnait comme une formule : « Serbes tous et partout » (en serbe cyrillique : Срби сви и свуда et en serbe latin : Srbi svi i svuda) ; il y affirmait que tous les locuteurs du parler chtokavien étaient des Serbes, uniquement divisés par la religion, les invitant à s'unir à l'exemple des Albanais qui, en dépit du système ottoman du millet, ont été le seul peuple des Balkans à réaliser leur unité nationale par rapport à la langue, sans distinction religieuse. Ce point de vue, qui fait aujourd'hui l'objet d'un débat parmi les scientifiques,,, était uniquement animé par un sentiment fraternel, l'antagonisme divisant aujourd'hui les Slaves du sud n'existant pas à cette époque. Cependant, Karadžić a abandonné ce point de vue parce que les Croates ne le partageaient pas et qu'il a fini par penser que la nation serbe se fondait sur l'orthodoxie et la nation croate sur le catholicisme.

### Réforme de l'orthographe
Karadžić est l'auteur de la fameuse formule « Écris comme tu parles, lis comme il est écrit » (en serbe cyrillique : Пиши као што говориш, а читај као што је написано et en serbe latin : Piši kao što govoriš, a čitaj kao što je napisano), un slogan de Johann Christoph Adelung adapté en serbe et qui a animé la réforme de la langue serbe moderne.
Vuk a conservé les 24 lettres suivantes de l'ancien alphabet slave :
| А а | Б б | В в | Г г | Д д | Е е | Ж ж | З з |
| И и | К к | Л л | М м | Н н | О о | П п | Р р |
| С с | Т т | У у | Ф ф | Х х | Ц ц | Ч ч | Ш ш |

À ces lettres, il en a ajouté une empruntée au serbe latin employé en Croatie :
| Ј ј |

ainsi que les cinq suivantes, dont la lettre Ћ ћ qui vient de Lukijan Mušicki :
| Љ љ | Њ њ | Ћ ћ | Ђ ђ | Џ џ |

En revanche, il a retiré de son alphabet les lettres suivantes qu'il jugeait inutiles :
| Ѥ ѥ (yé)  | Ѣ, ѣ (yat) | І ї (i)  | Ѵ ѵ (i)  | Ѹ ѹ (u)   | Ѡ ѡ (о)  | Ѧ ѧ (petit yus) | Ѫ ѫ (grand yus) | Ы ы (i palatalisé) |          |
| Ю ю (you) | Ѿ ѿ (ot)   | Ѳ ѳ (th) | Ѕ ѕ (dz) | Щ щ (sht) | Ѯ ѯ (ks) | Ѱ ѱ (ps)        | Ъ ъ (signe dur) | Ь ь (signe mou)    | Я я (ya) |

L'usage français, qui était au début du XXe siècle de transcrire le serbe comme on transcrit le russe, est d'écrire de plus en plus dans l'orthographe d'origine, même si c'est aux dépens d'une prononciation correcte — aujourd'hui, à défaut de signes diacritiques, on écrit en français « Vuk Stefanovic Karadzic », alors qu'il y a cent ans, on le transcrivait « Vouk Stefanovitch Karadjitch ».

## Œuvre non philologique
- 1853 : Le Pommier d'or et les Neuf Paonnes

## Reconnaissance et hommages

### Reconnaissance

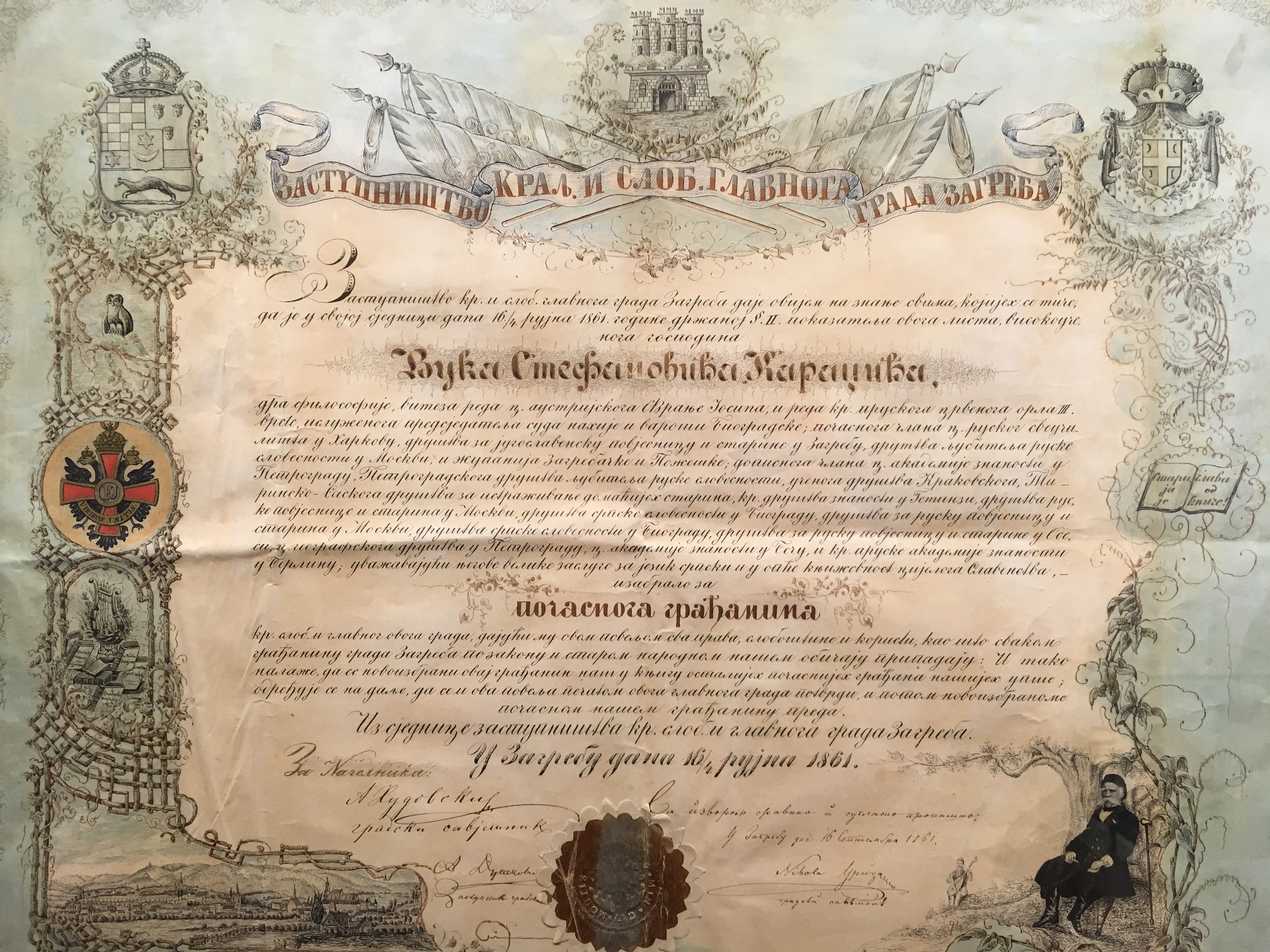
Diplôme de Vuk Karadžić, le faisant citoyen d'honneur de Zagreb.

L'historien de la littérature Jovan Deretić a résumé l'œuvre de Vuk en disant que, « pendant ses cinquante années d'activité infatigable, il a effectué autant de travail que toute une académie des sciences ».
Karadžić a été honoré à travers l'Europe. Il a été élu par plusieurs sociétés savantes européennes, dont l'Académie impériale des sciences de Vienne, l'Académie royale des sciences de Prusse l'Académie impériale des sciences de Russie. Il a également reçu plusieurs doctorats honoris causa et a été décoré par les souverains russes, austro-austrois et prussiens ; il a été décoré l'Ordre du prince Danilo Ier et aussi par l'Académie des sciences de Russie. Karadžić a également été élu citoyen d'honneur de la ville Zagreb.
L'UNESCO a fait de l'année 1987 l'année de Vuk Karadzić,.

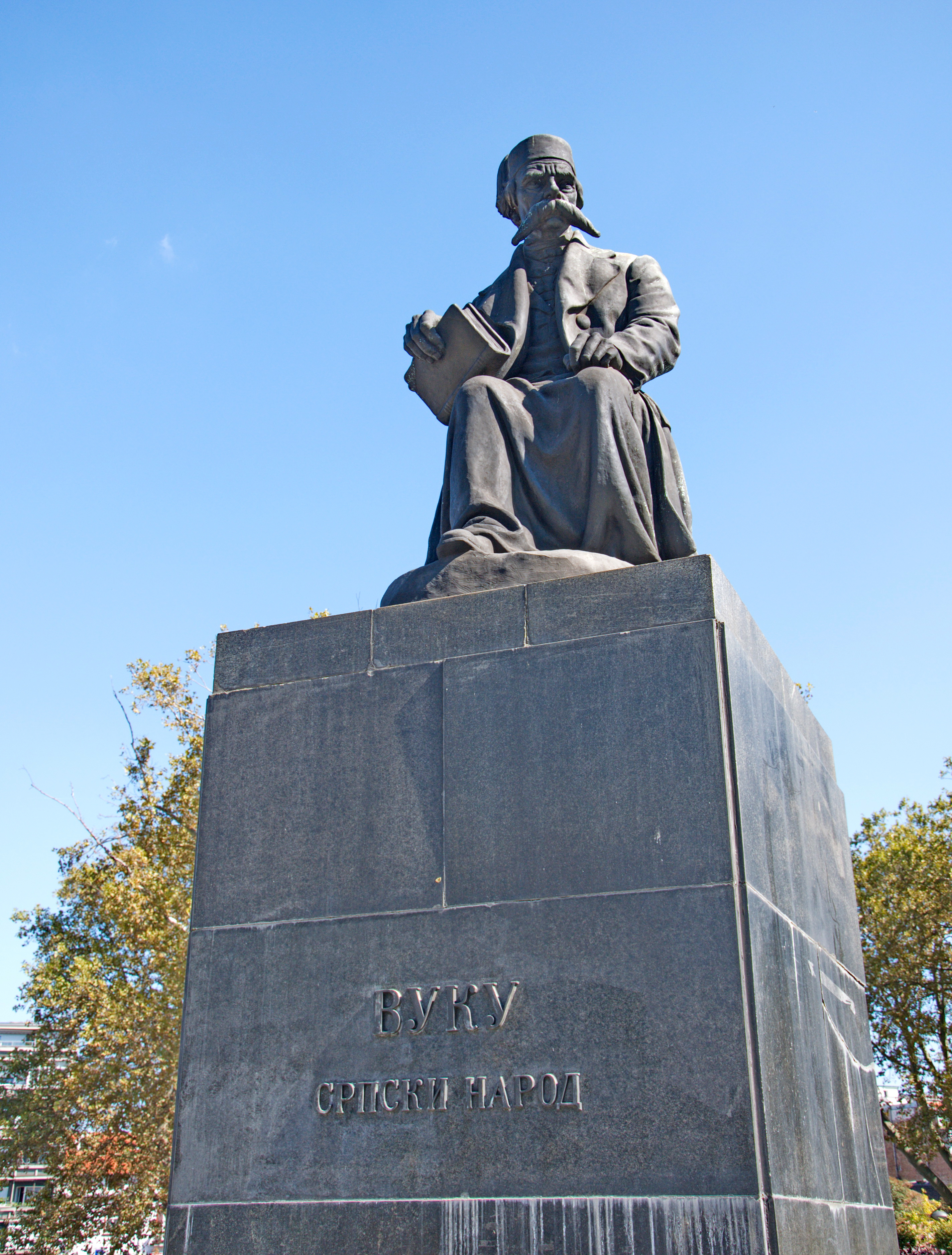
Le monument à Vuk Karadžić à Belgrade.

Pour le 100e anniversaire de la mort de Karadžić, en 1964, des étudiants de l'université de Belgrade et des membres du Vukov sabor (« l'assemblée de Vuk »), le plus ancien festival serbe, voué à la préservation de la langue serbe, de son alphabet et de la littérature orale, ont construit une route de quatre kilomètres à travers Tršić et un chemin piétonnier appelé « Vukov put do nauke » (« Le chemin de Vuk jusqu'à la science »), qui conduit de la maison natale de Vuk au monastère de Tronoša ; en plus de la route et du chemin, ils ont construit une grande scène ouverte, conçue par l'architecte Jovanka Jeftanović de Belgrade.
La république fédérale de Yougoslavie et la Serbie-et-Monténégro ont attribué une récompense appelée l'« Ordre de Vuk Karadžić ».
Le 7 novembre 1937, à l'occasion du 150e anniversaire de la naissance du philologue, un monument à Vuk Karadžić a été érigé au carrefour du Bulevar kralja Aleksandra (« Boulevard du roi Alexandre ») et de l'actuelle rue Ruzveltova à Belgrade ; cette œuvre monumentale a été réalisée par le sculpteur Đorđe Jovanović (1861-1953) à l'initiative de la Société de lettres serbe, l'ancêtre de l'Académie serbe des sciences et des arts et grâce aux dons de tous les citoyens serbes recueillis pendant dix ans ; la sculpture représente Vuk assis avec un livre à la main,,. Ce monument est aujourd'hui inscrit sur la liste des monuments culturels de la république de Serbie (identifiant no SK 44),. Le nom de Vukov spomenik (« Monument de Vuk »), autour de la statue est aujourd'hui celui d'un quartier de Belgrade situé au tripoint des municipalités urbaines de Zvezdara, Palilula et Vračar et aussi celui d'une station des réseaux express régionaux Beovoz et BG VOZ.

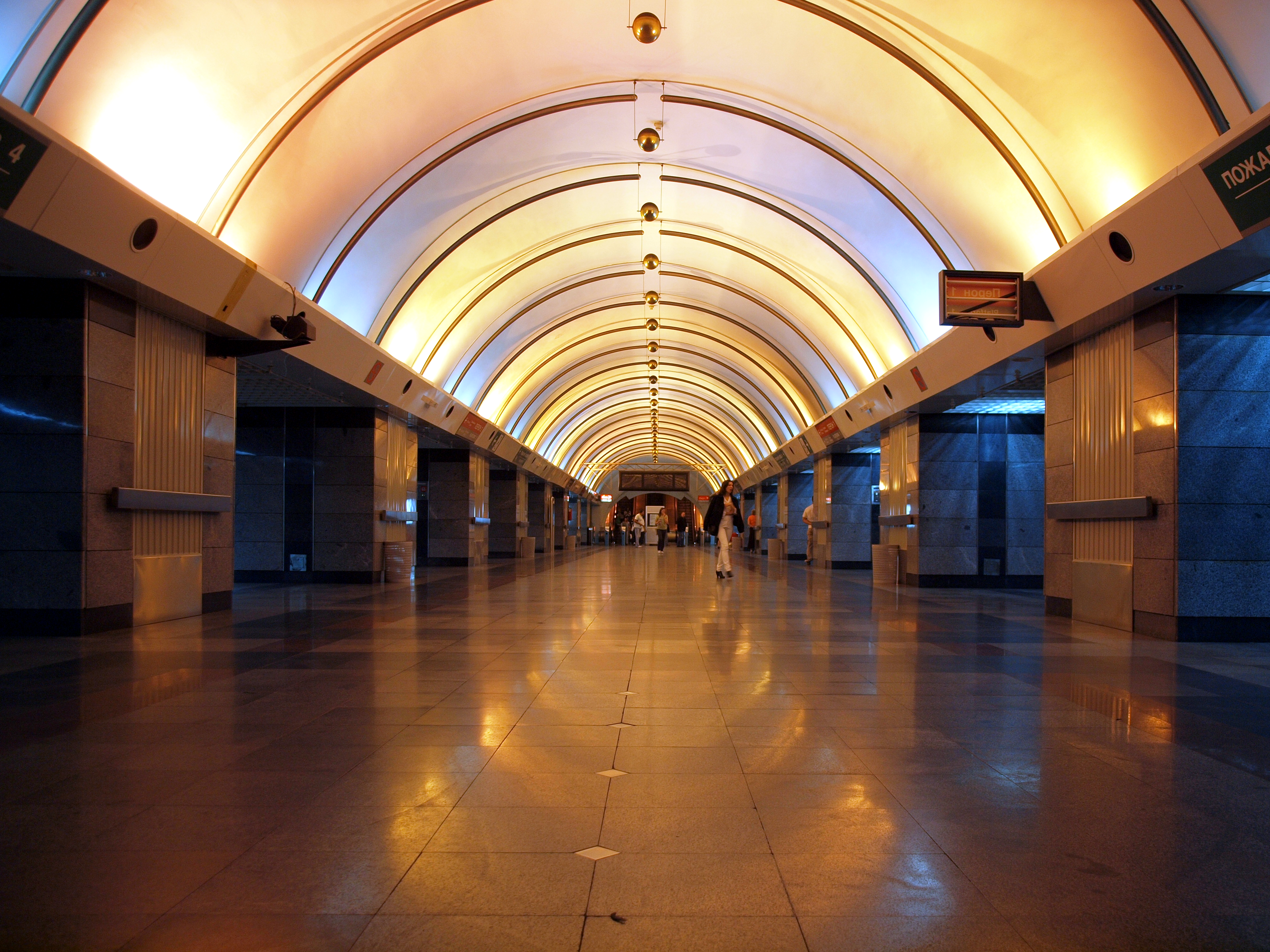
La station souterraine de Vukov spomenik.

Le nom d'institutions et d'établissements scolaires rendent hommage à Vuk Karadžić, comme le Centre culturel Vuk Karadžić ou le lycée Vuk Karadžić de Loznica  ou à des bibliothèques comme la bibliothèque nationale Vuk Karadžić de Kragujevac, fondée en 1866 ou la bibliothèque Vuk Karadžić de Zvezdara, qui dépend de la bibliothèque municipale de Belgrade ; on peut encore citer la bibliothèque Vuk Karadžić de Prijepolje, créée en 1948, la bibliothèque Vuk Karadžić d'Aleksinac et la bibliothèque Vuk Karadžić de Kovin.

### Fondation Vuk à Belgrade

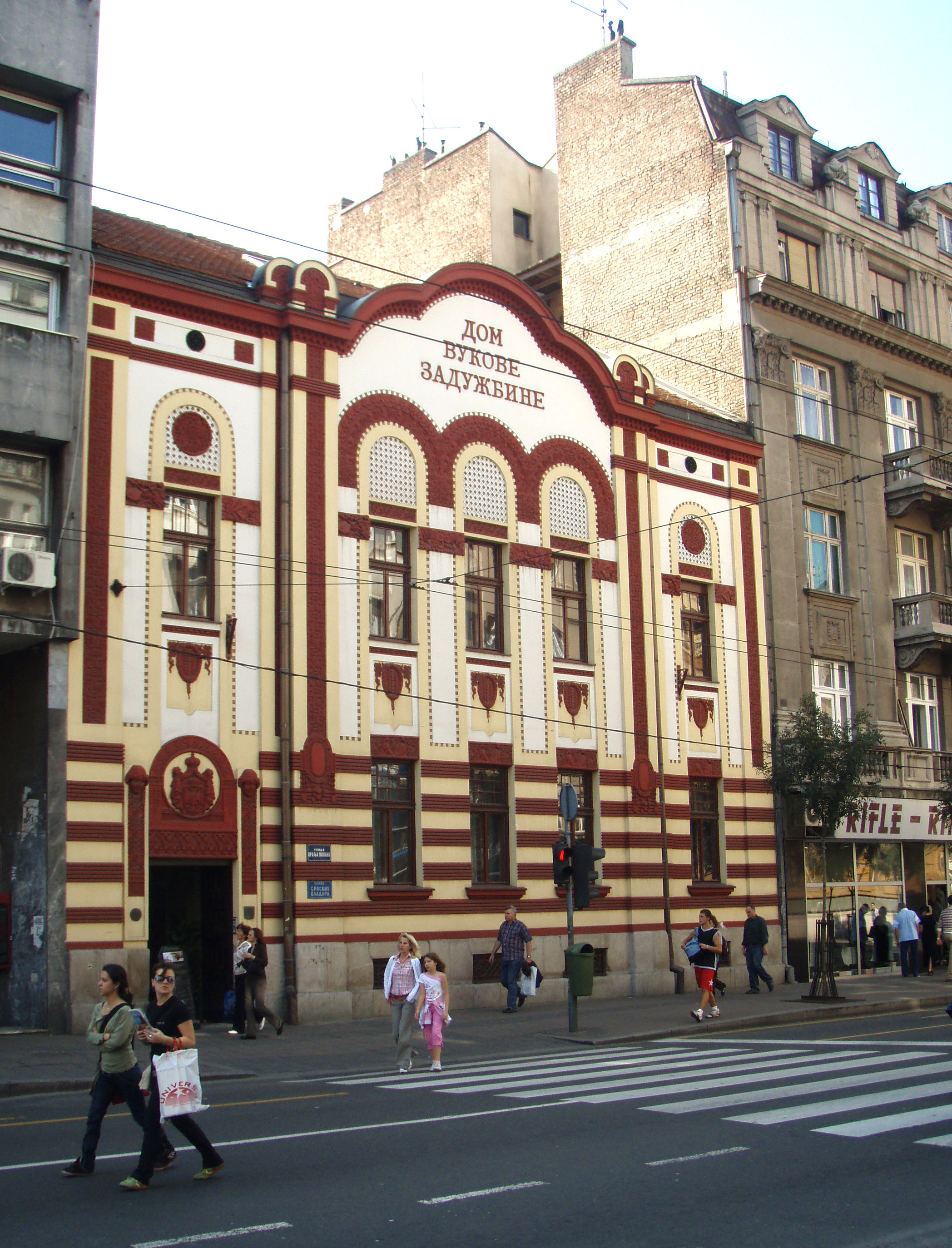
La façade de la Fondation Vuk à Belgrade.

### Vuk dans la culture

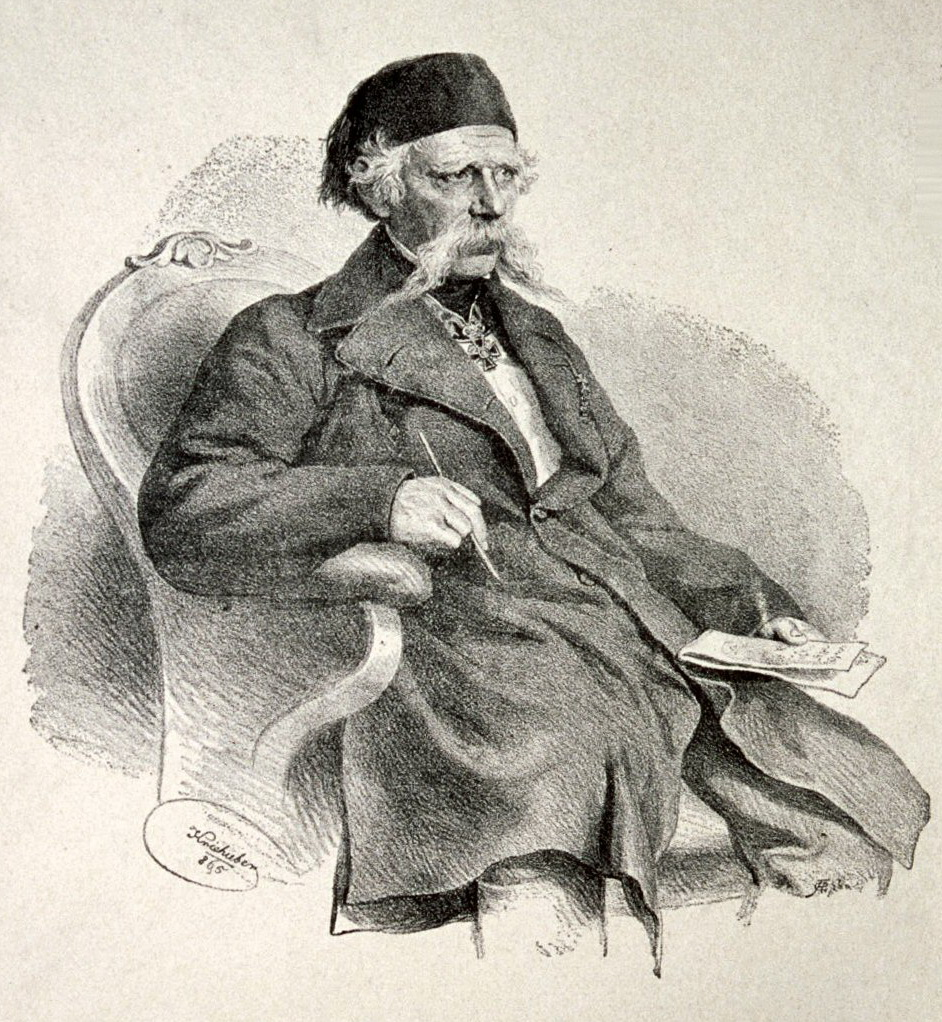
Vuk Karadžić, lithographie de Josef Kriehuber, 1865.

## Lieux commémoratifs

### Maison natale
La maison natale de Vuk Stefanović Karadžić à Tršić est inscrite sur la liste des sites mémoriels d'importance exceptionnelle de la république de Serbie (identifiant no ZM 61). Elle correspond au modèle traditionnel des maisons en bois de la région du Jadar, avec une cave et un toit en forte pente recouvert de bardeaux ; la cour constitue une dépendance de la maison et abrite un vajat, une kačara, une grange (en serbe : ambar) et un séchoir à maïs (koš). La maison abrite aujourd'hui des meubles paysans typiques d'une maison du XIXe siècle en Serbie et l'ensemble représente ainsi une sorte de conservatoire des us et coutumes de la région de Tršić.

### Musée commémoratif au monastère de Tronoša
Dans une petite salle d'exposition, le monastère de Tronoša présente des souvenirs attachés à Vuk,.

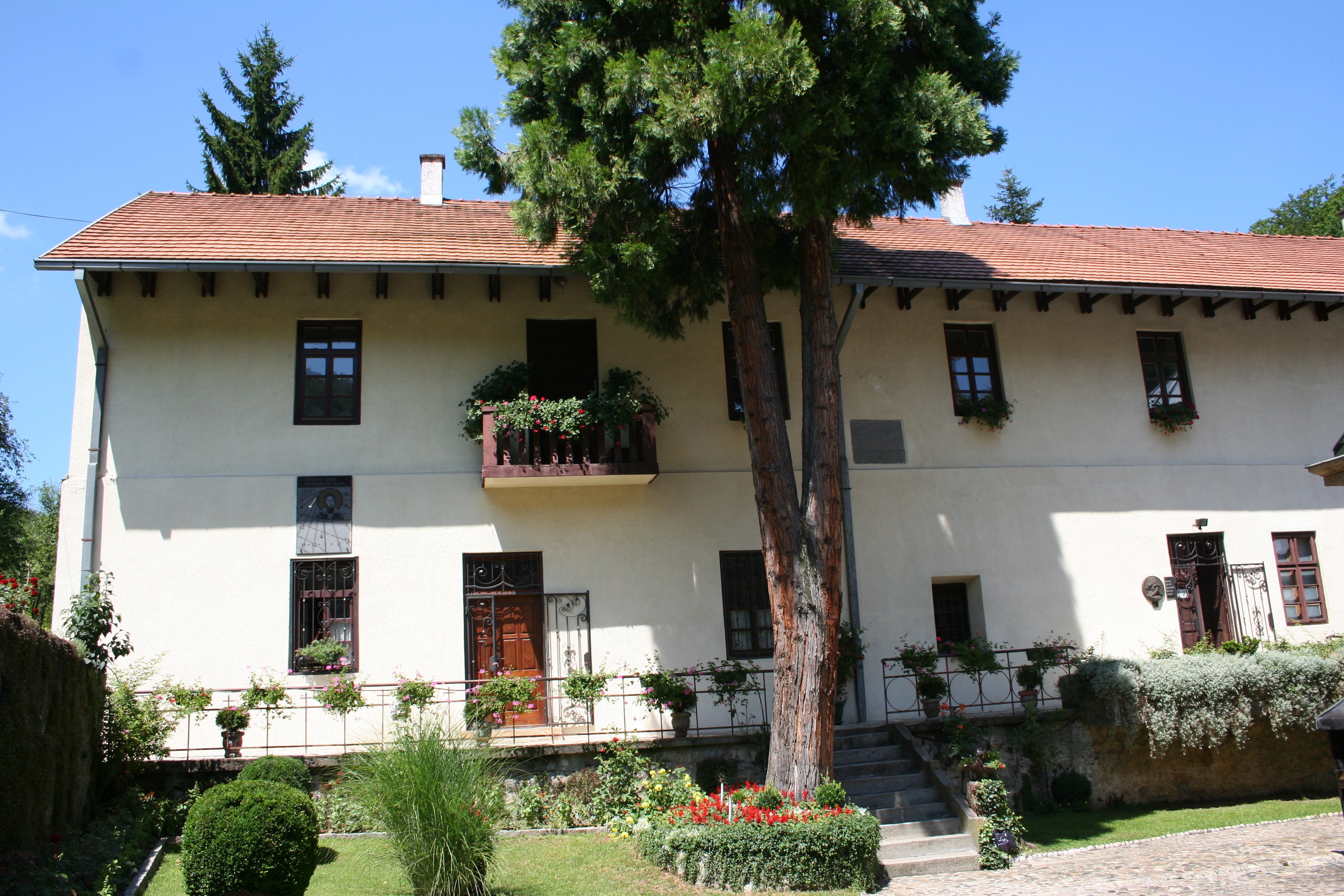
Konak dans le monastère, avec le musée (à droite).
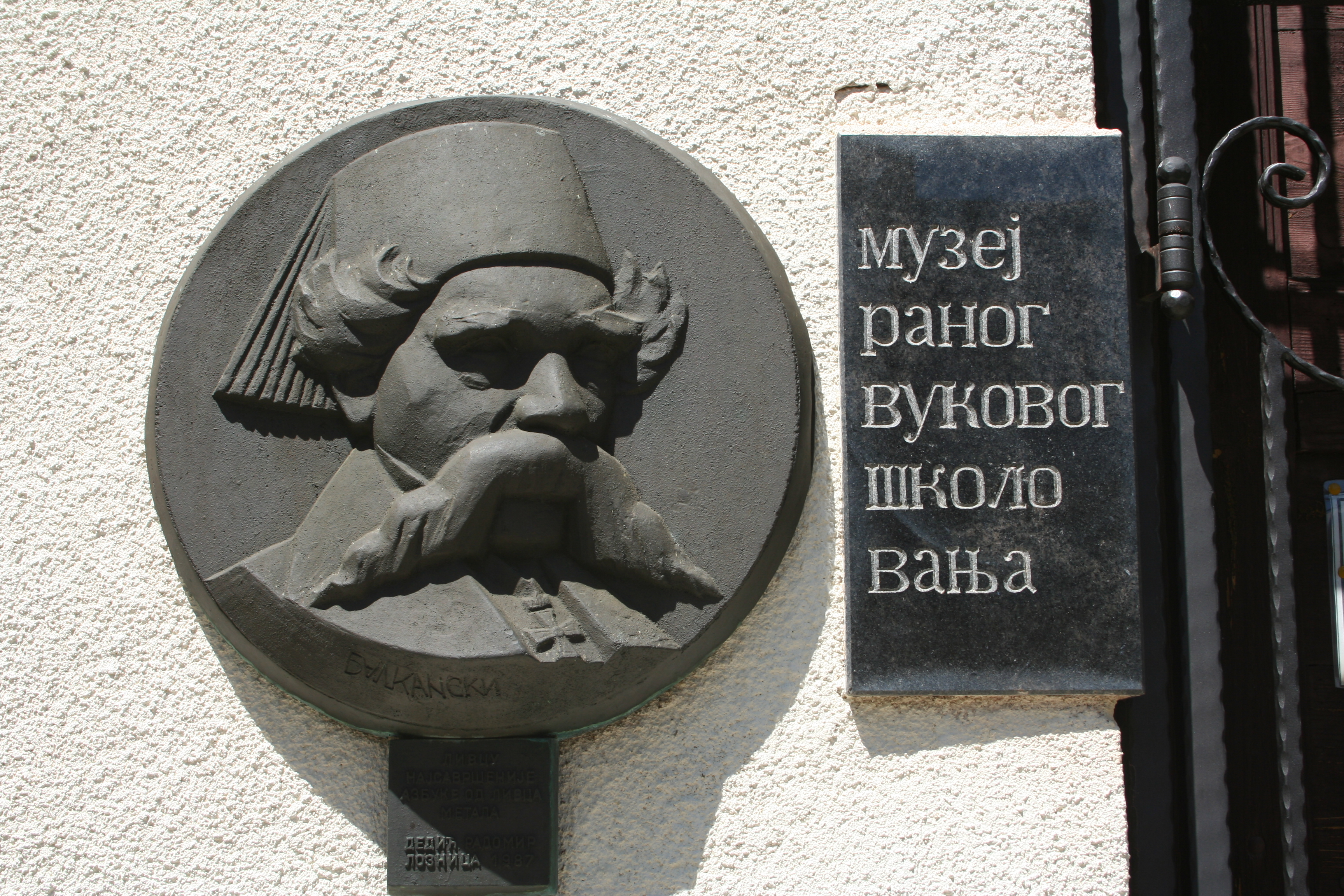
Plaque avec le visage de Vuk Stefanović Karadžić à l'entrée du musée commémoratif.
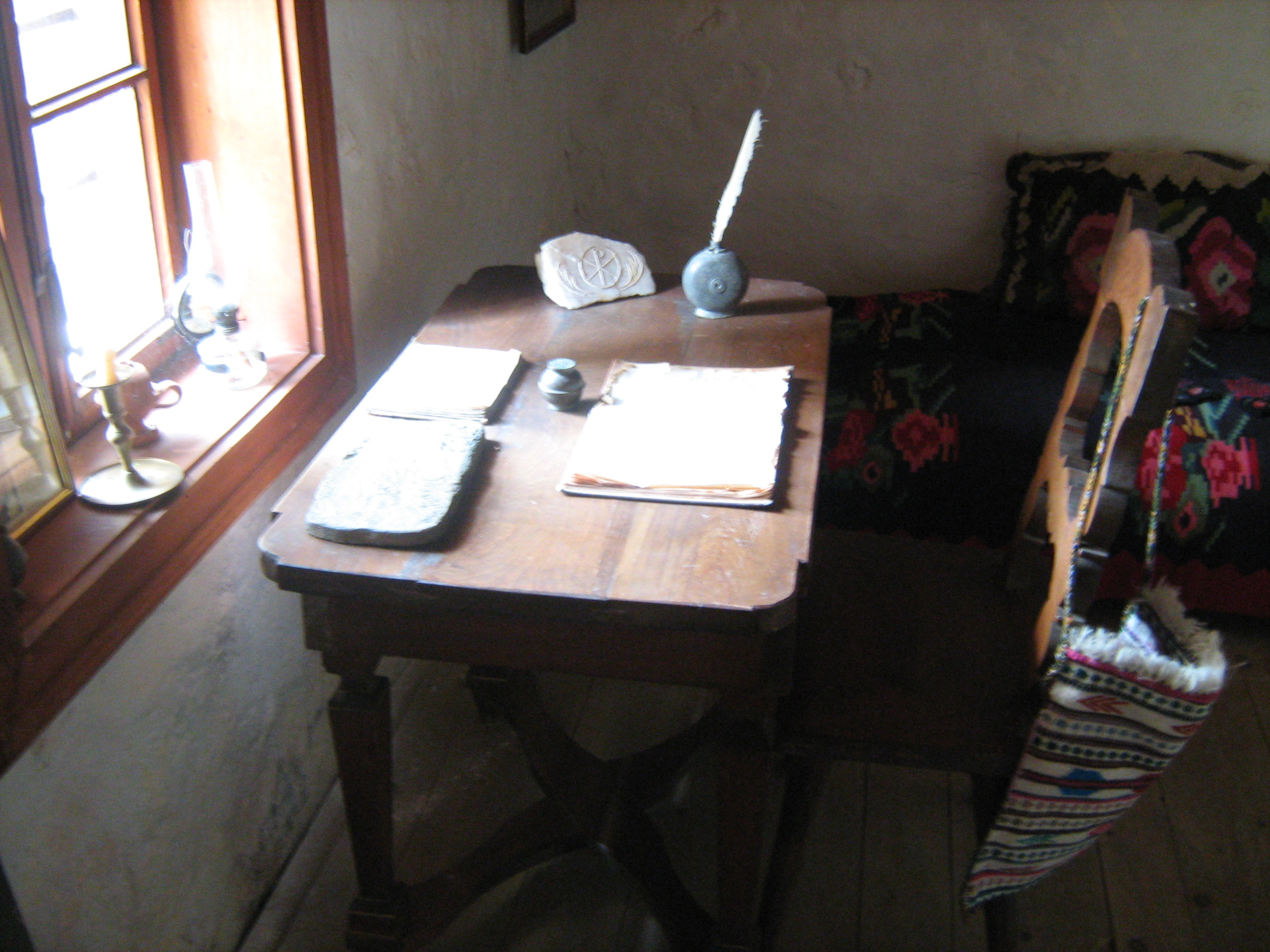
Bureau de Vuk Stefanović Karadžić dans le musée.
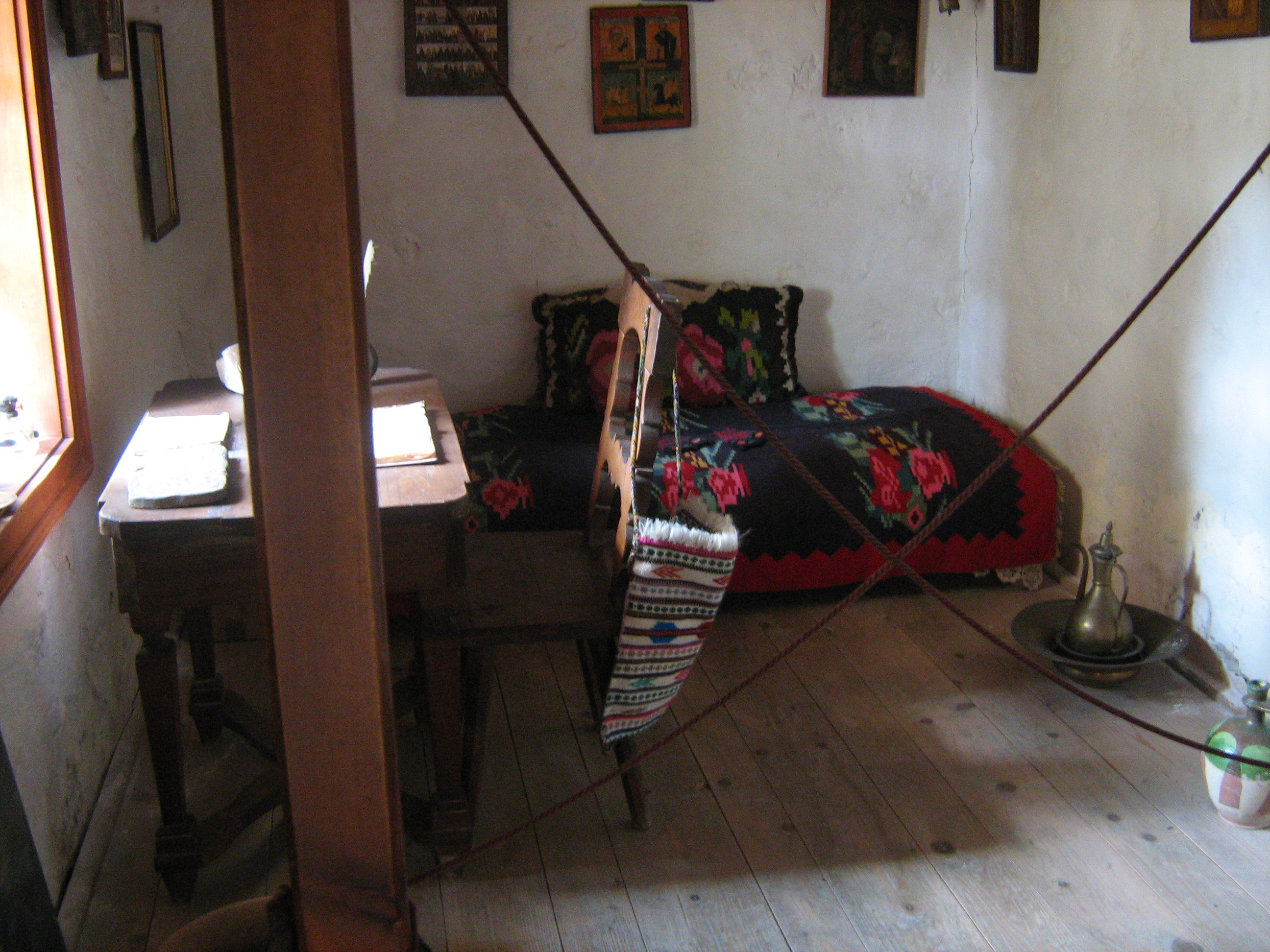
Autre vue de la pièce commémorative.

### Musée Vuk et Dositej à Belgrade

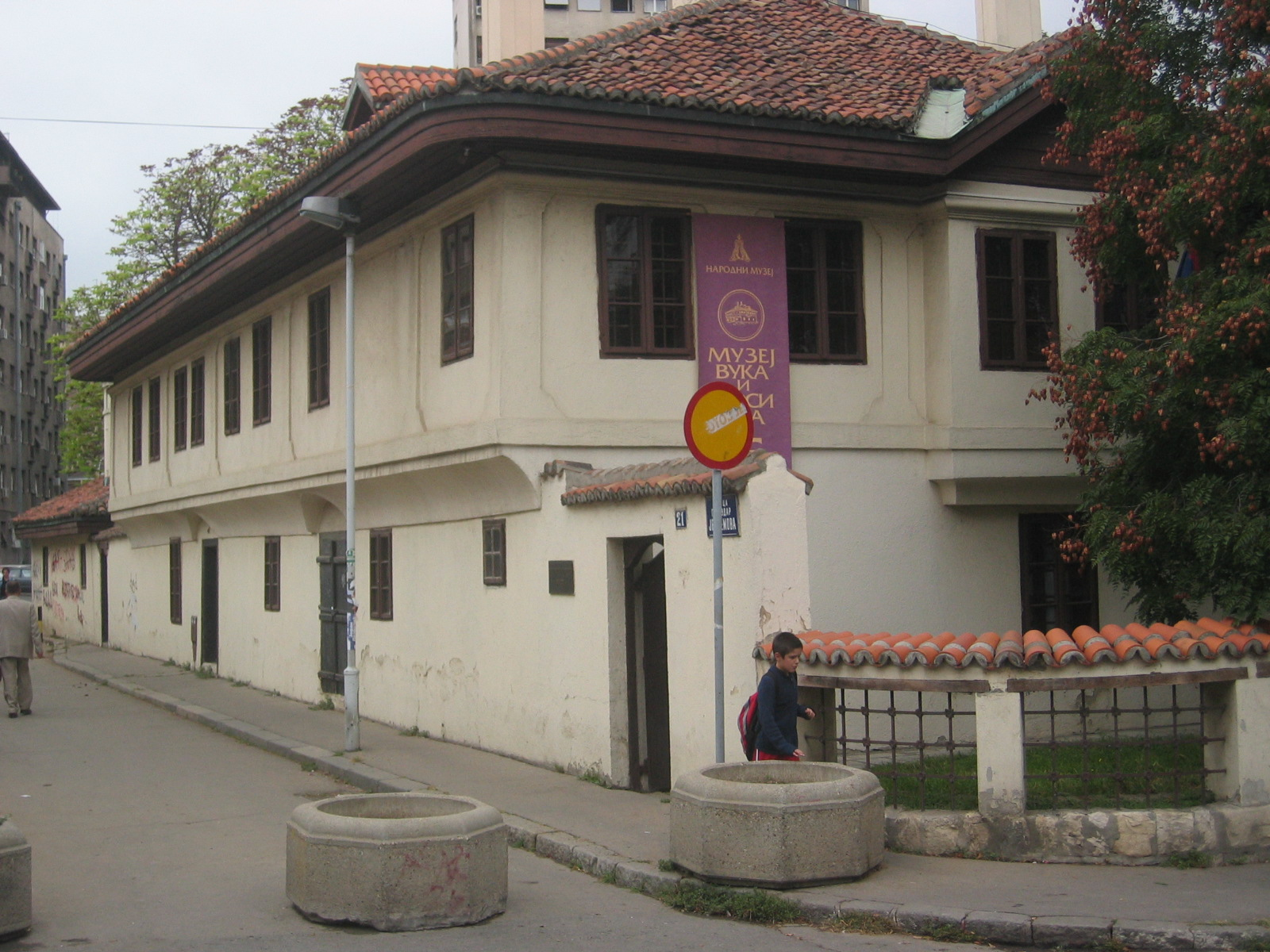
Vue du musée de Vuk et Dositej à Belgrade.

Le musée de Vuk et Dositej, situé  21 rue Gospodar Jevremova à Belgrade, est un musée commémoratif créé en 1949 ; il abrite des souvenirs liés à Vuk Stefanović Karadžić et à Dositej Obradović,. Il est installé dans l'ancien bâtiment de la Haute école de Dositej qui a fonctionné dans ces lieux de 1808 à 1813. Ce bâtiment est situé dans le plus ancien quartier résidentiel de la capitale serbe et a été construit dans la première moitié du XVIIIe siècle, probablement le defterdar (haut commissaire turc aux finances) de Belgrade. Architecturalement, il est caractéristique de l'architecture balkanique (architecture ottomane) et, en raison de sa valeur architecturale et patrimoniale, il est inscrit sur la liste des monuments culturels d'importance exceptionnelle de la Serbie (identifiant no SK 1) et sur la liste des biens culturels de la ville de Belgrade.
Vuk Stefanović Karadžić est évoqué au 1er étage ; le fonds du musée est constitué par le legs de sa fille, Mina Karadžić-Vukomanović, une peintre, et la collection présente des objets ayant appartenu à l'écrivain (sacs de voyages, lunettes, accessoires pour fumeurs etc.), ainsi que divers documents transférés de l'Académie serbe des sciences et des arts (diplômes, cartes de visites, notes, récépissés...), des portraits, des premières éditions de ses livres, des ouvrages de sa bibliothèque personnelle et, surtout, une copie de la traduction anglaise que John Bowring avait proposée de la poésie de Vuk Karadžić à partir de 1827.

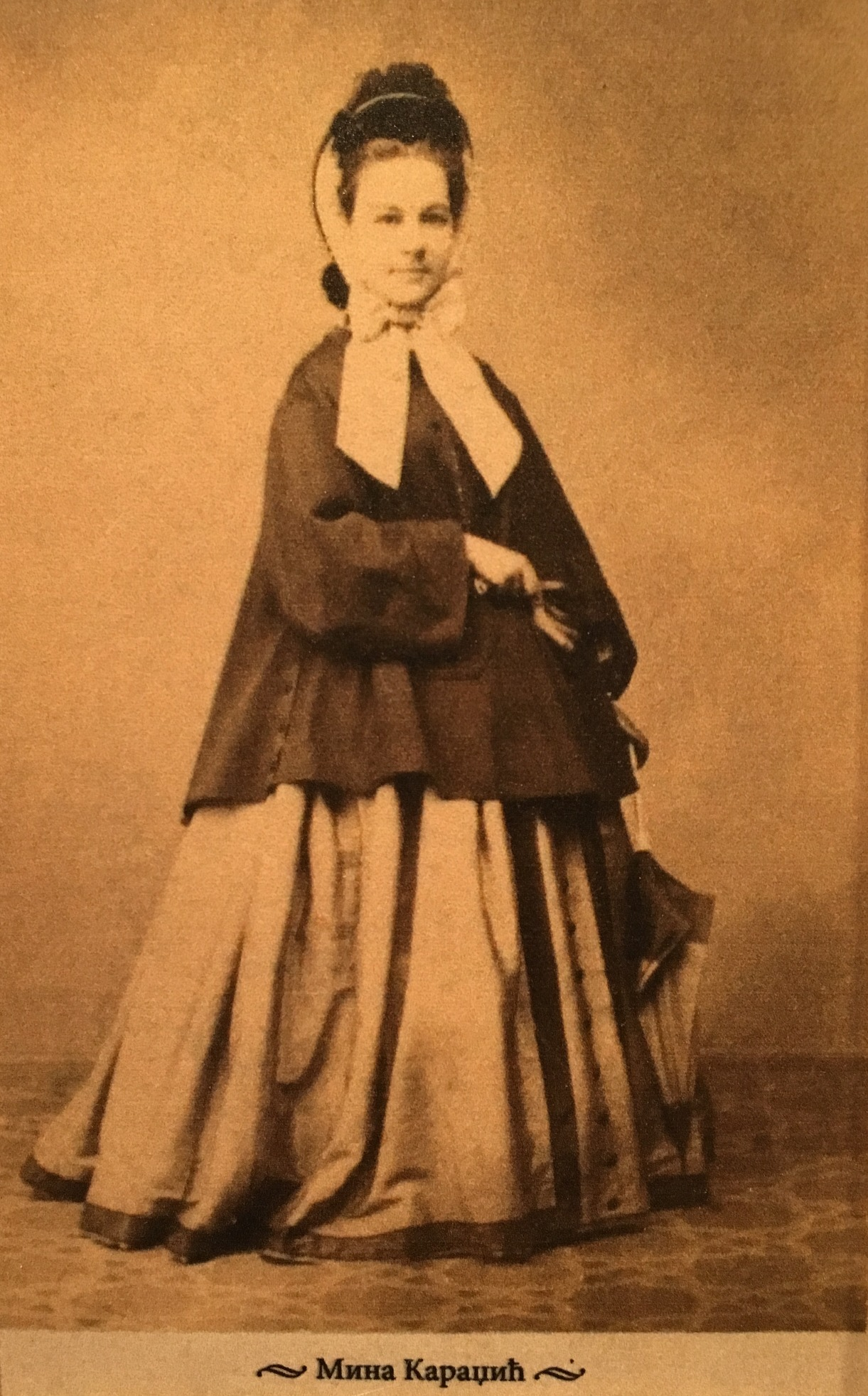
Photographie de Mina Karadžić, la fille de Vuk.
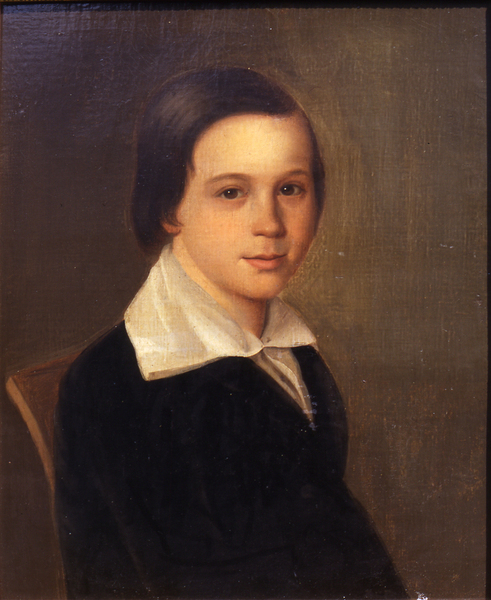
Par Dimitrije Karadžić, le fils de Vuk, par Mina Karadžić.
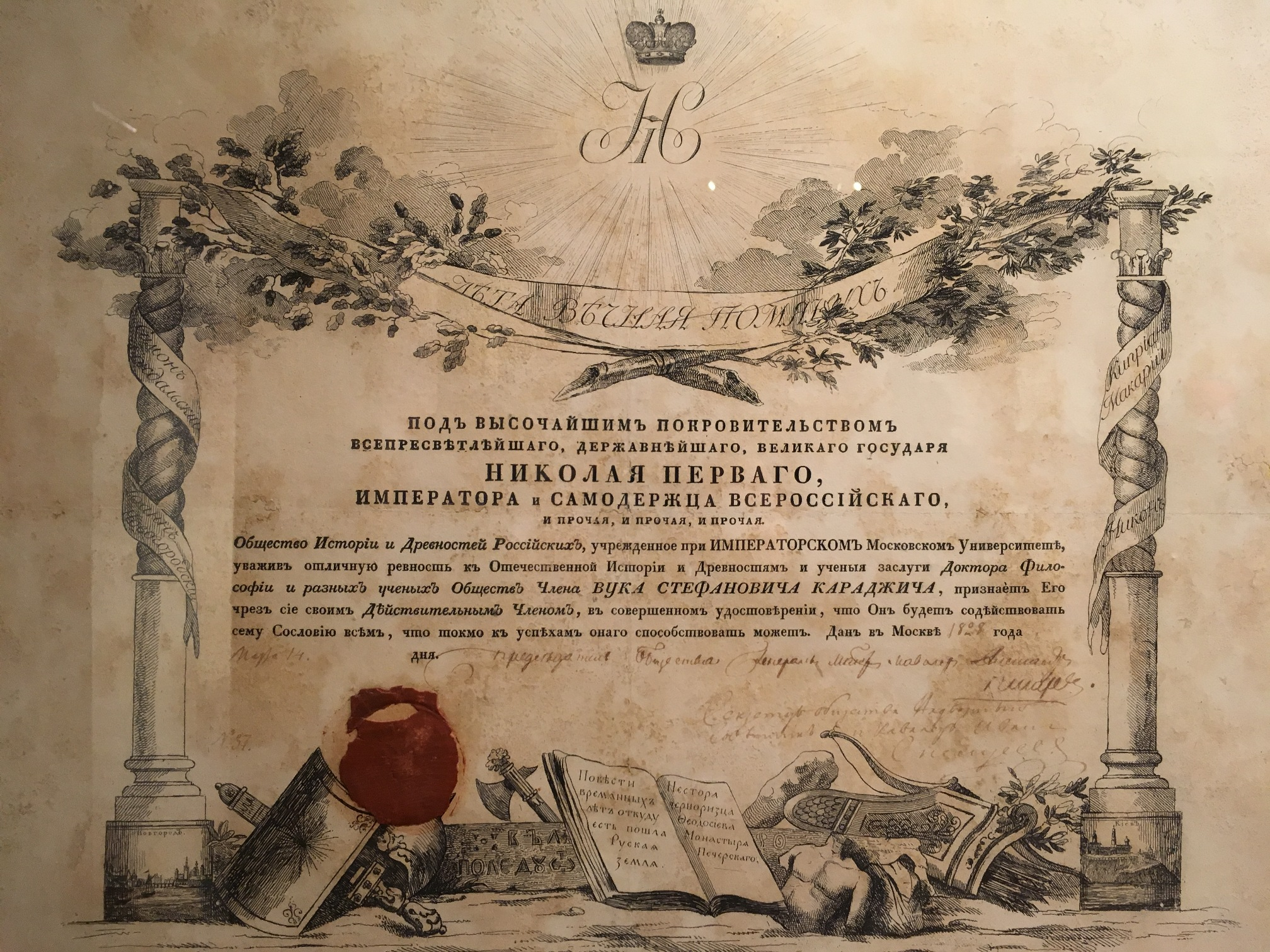
Le premier diplôme reçu par Vuk Stefanović Karadžić.
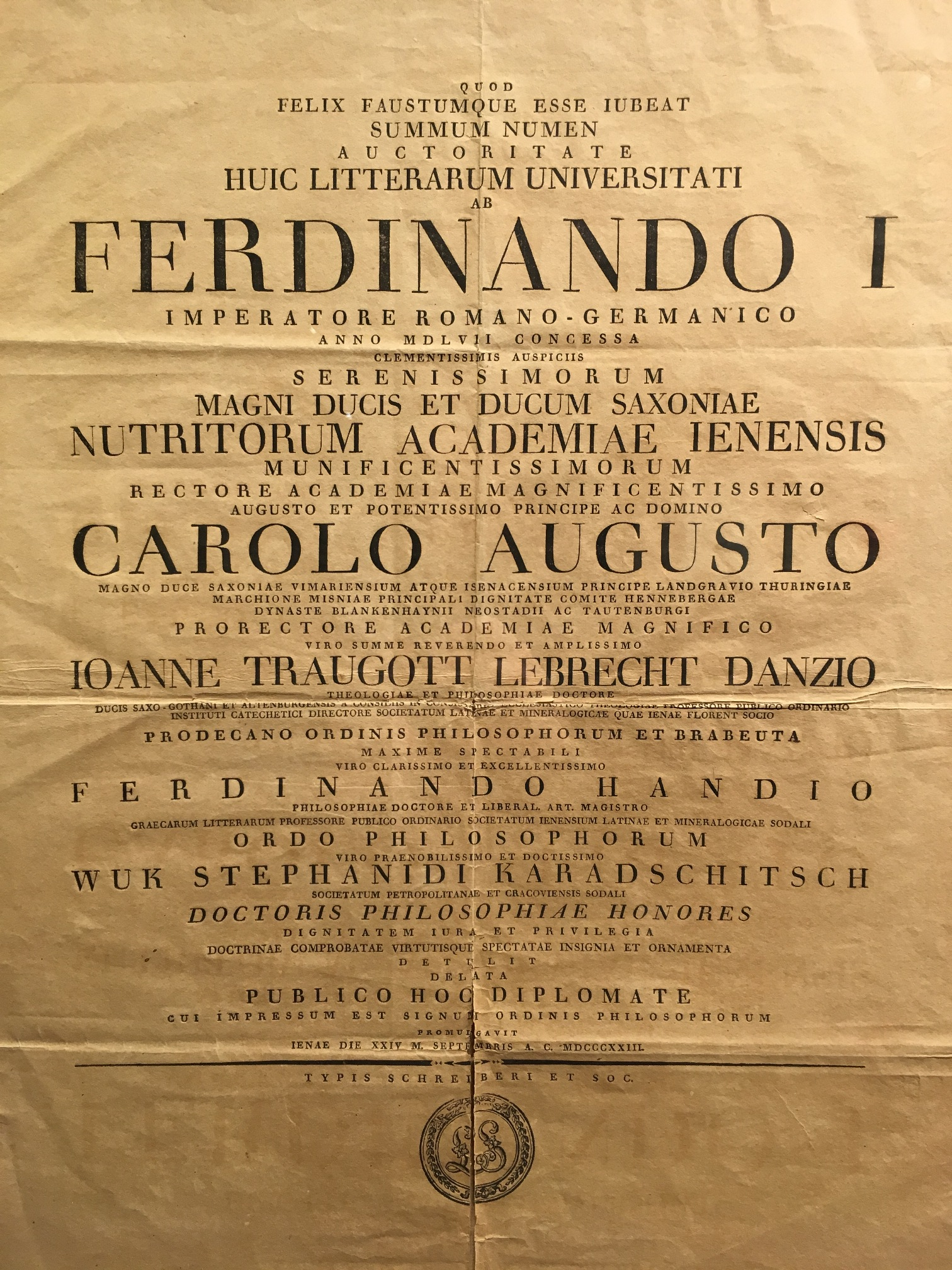
Le diplôme de docteur honoris causa en philosophie à Vuk à Iéna.
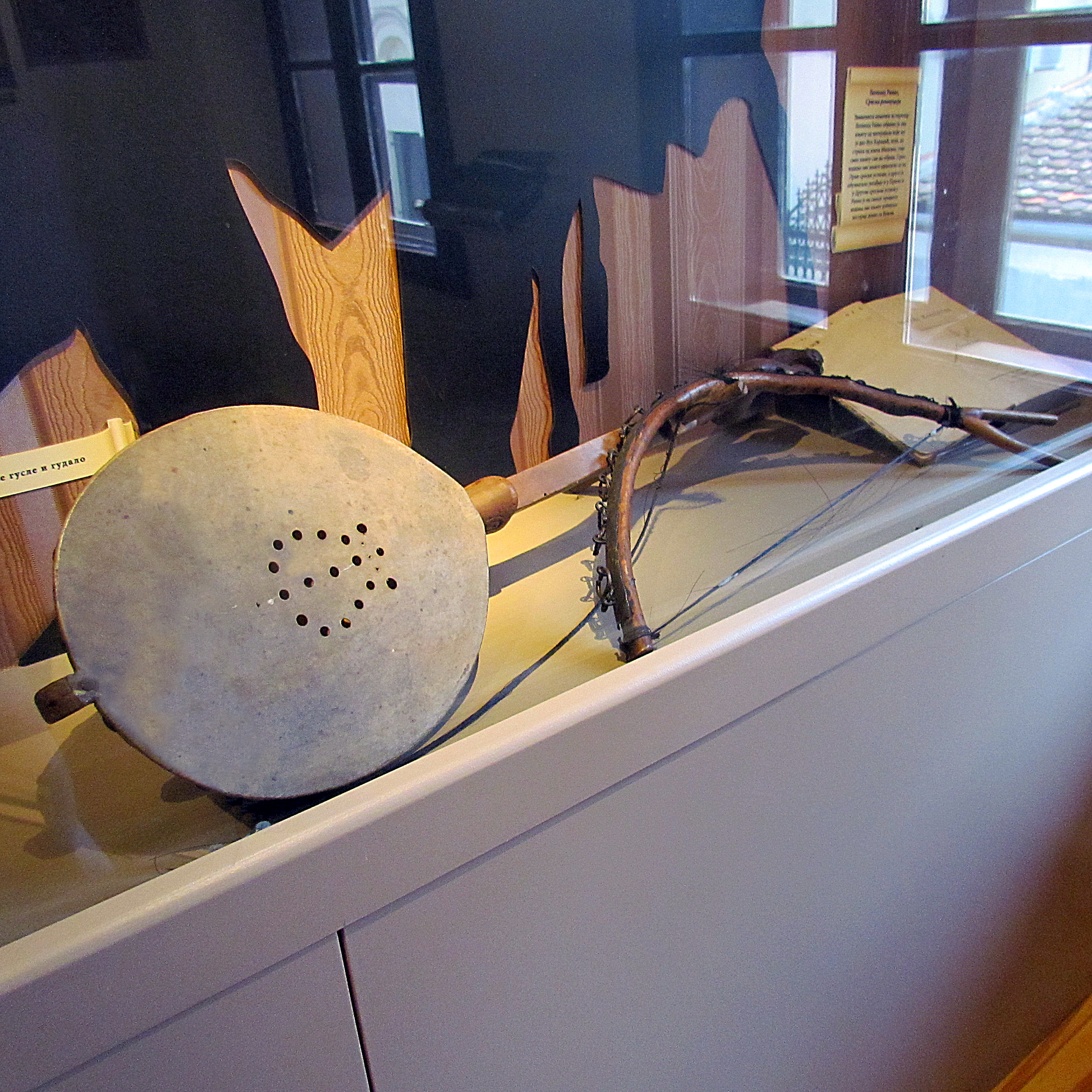
Le gusle de Vuk Stefanović Karadžić.
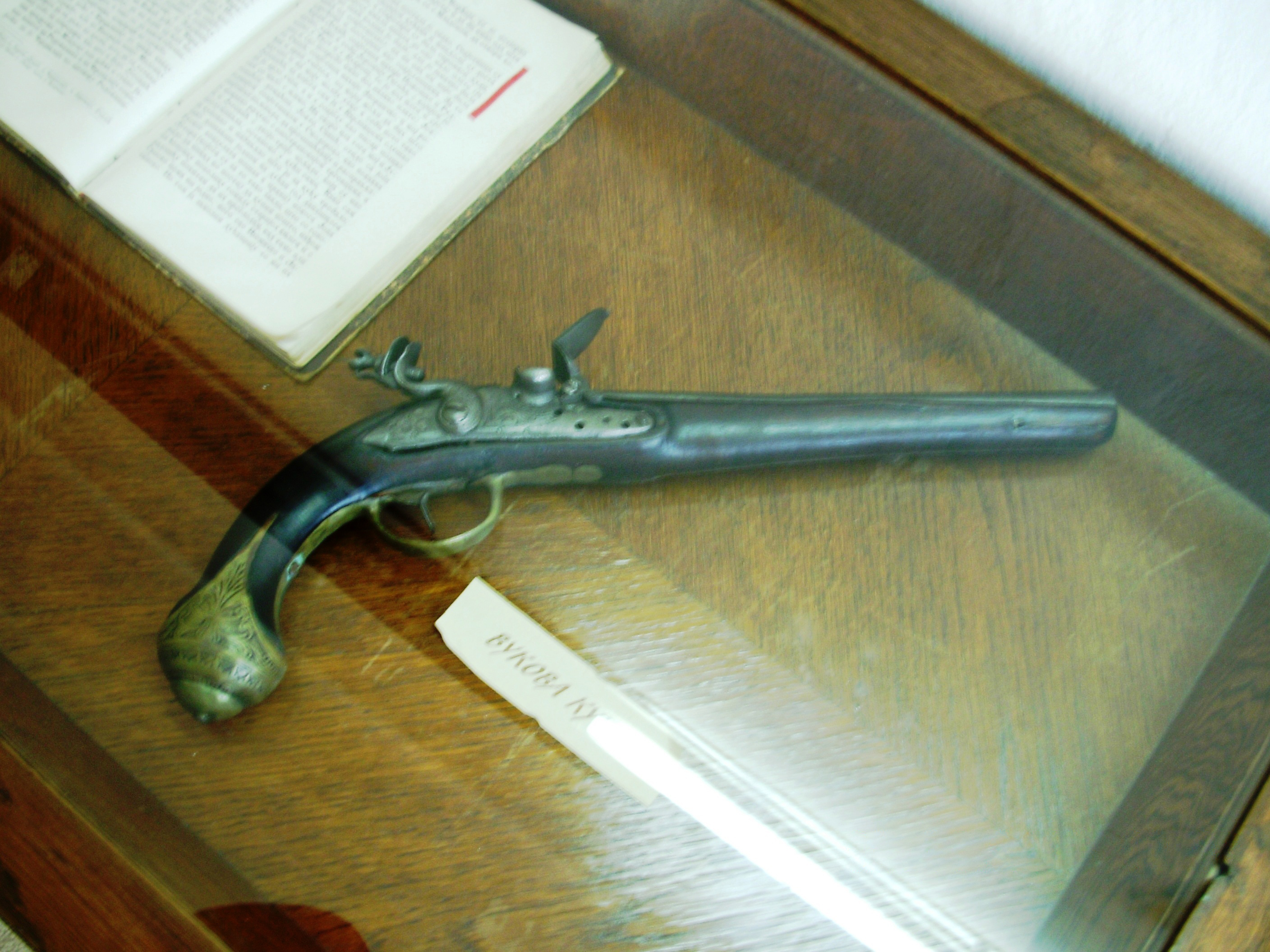
Le pistolet à fusil de Vuk.

## Œuvres choisies
- (sr) Мала простонародња славено-сербска песнарица [ = Mala prostonarodna slavenoserbska pјesnarica ], Vienne,‎ 1814 (lire en ligne)
Compilation de poèmes populaires serbes.
- (sr) Писменица сербскога їезика [ = Pismenica srpskoga jezika ], Vienne,‎ 1814 (BMS, HathiTrust)
La première grammaire de la langue serbe, que Jacob Grimm traduisit en allemand.
- (sr) Српски рјечник [ = Srpski rјečnik ], Vienne,‎ 1818 (lire en ligne)
Dictionnaire du serbe avec traductions en allemand et en latin, et de nombreuses notes historiques et ethnographiques.
- (sr) Српски рјечник [ = Srpski rјečnik ], Vienne,‎ 1852, 2e éd. (lire en ligne)
- (sr) Српске народне пјесме [ = Srpske narodne pјesme ], vol. 1-4, Leipzig et Vienne,‎ 1823-1833
C'est cette collection exemplaire de poèmes populaires serbes qui attira pour la première fois l'attention sur l'auteur, y compris à l'étranger
- (sr) Српске народне пјесме [ = Srpske narodne pјesme ], Vienne,‎ 1841, 2e éd.
- (sr) Novi zavjet, Vienne, 1847
Traduction du Nouveau Testament en serbe contemporain.
- (sr) Српске народне пјесме из Херцеговине [ = Srpske narodne pjesme iz Hercegovine ], Vienne,‎ 1866
Compilation de poèmes serbes d'Herzégovine, traduite en plusieurs langues.